# Ichthyococcus parini
Ichthyococcus parini är en fiskart som beskrevs av Mukhacheva, 1980. Ichthyococcus parini ingår i släktet Ichthyococcus och familjen Phosichthyidae. Inga underarter finns listade i Catalogue of Life.